# Ardel

## Biografía
Ardel realizó sus primeras historietas para "Flechas y Pelayos" antes de pasar a "Leyendas Infantiles", donde también ejerció de director artístico. En 1946, realizó, también para Hispana Americana, el serial El Detective Selock Home, considerada su mejor obra.

## Obra
| Años | Título                             | Tipo   | Publicación                                          |
| ---- | ---------------------------------- | ------ | ---------------------------------------------------- |
| 193  | Timorato                           | Serie  | Flechas y Pelayos                                    |
| 193  | Teodorito y su chacha              | Serie  | Flechas y Pelayos                                    |
| 1939 | Desventuras del Gángster Pat O'Sho | Serie  | Flechas y Pelayos                                    |
| 1940 | Senén, mentiroso cien por cien     | Serie  | Flechas y Pelayos                                    |
| 1944 | El misterioso caso de Villa Pez    | Serie  | Leyendas Infantiles                                  |
| 1946 | El Detective Selock Home           | Serial | Hispano Americana: Infantil de las Grandes Aventuras |
| 1947 | Don Perico, nuevo rico             | Serie  | Maravillas                                           |
| 1950 | Desventuras del Gángster Pat O'Sho | Álbum  | Hispano Americana: Humor de Bolsillo, núm. 16.       |
| 1955 | Matías, el espía atómico           | Serie  | Trampolín                                            |